# Monolith von Wintrich
Der Monolith von Wintrich ist ein möglicher Menhir in Wintrich im Landkreis Bernkastel-Wittlich in Rheinland-Pfalz.

## Lage
Der Stein steht im Süden von Wintrich in der Weingartenstraße, kurz vor der Einmündung in die Bergstraße. Wann er dort aufgestellt wurde, ist nicht bekannt. Laut den Anwohnern steht er dort „schon ewig“, möglicherweise handelt es sich um seinen originalen Aufstellungsort. Direkt am Stein beginnt ein schmaler Weg, der als Götzenpfad bezeichnet wird.

## Beschreibung
Der Monolith besteht aus Quarzit. Er hat eine Höhe von 70 cm, eine Breite von 40 cm und eine Tiefe von 24 cm. Der Stein ist säulenförmig, verjüngt sich leicht nach oben und besitzt eine runde Oberseite.